# Zara Larsson
Zara Larsson, přechýleně Larssonová, (* 16. prosince 1997 Stockholm) je švédská zpěvačka. V roce 2008 se zúčastnila švédské pěvecké soutěže Talang 2008, v níž zazpívala několik písní a hlavně díky písni  My heart will go on zvítězila. Obdržela tak 500 000 švédských korun (1 500 000 Kč). V roce 2014 vydala debutové album „1“, v roce 2017 druhé album „So Good“ a v roce 2021 třetí album „Poster Girl“.
Písně, které zpívala v soutěži Talang: Greatest love of all, One moment in time, My heart will go on.

## Kariéra

### 2007–2011: Počátek kariéry
V roce 2007 se Zara Larsson stala finalistkou švédské talentové soutěže Stjärnskott. O rok později, když ji bylo 10 let, vyhrála švédskou verzi britské talentové show Got Talent a získala odměnu ve výši 500 000 švédských korun. Skladba „My Heart Will Go On“, která v show zazněla, se stala její debutovou písní.

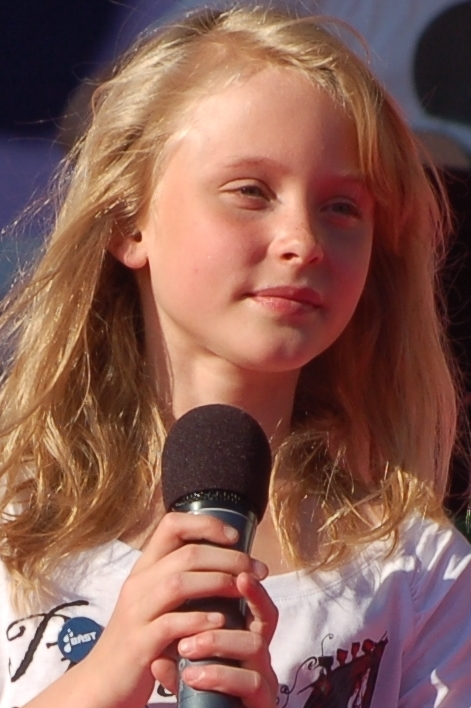
Zara Larsson v roce 2008

### 2012–2014: EP Introducing, Allow Me to Reintroduce Myself a debutové album 1
I když po vítězství v soutěži se o ni v médiích moc nehovořilo, podepsala v roce 2012 smlouvu s TEN Music Group, aby mohla vydat své debutové EP nazvané Introducing. EP obsahuje pět skladeb. Nejúspěšnější písní z něj se stala skladba „Uncover“. Tehdy patnáctiletá Zara se dostala pomocí této písně na 1. místo hitparád ve Švédsku a Norsku a na 3. v Dánsku. Dne 5. července 2013 vydala své další EP „Allow Me To Reintroduce Myself“ obsahující pět skladeb. V dubnu roku 2013 na svém blogu oznámila, že podepsala smlouvu na tři roky s americkou společností Epic Records. Dne 1. října 2014 vydala své debutové studiové album nazvané „1“, které obsahuje i několik písní z předešlých EP: „Uncover“, „Bad Boys“ a „She's Not Me“, k těmto singlům se ještě přidaly další 3 singly: „Carry You Home“, „Rooftop“ a „Weak Heart“. Tudíž celkově vyšlo z alba 6 singlů. Album se umístilo na 1. místě ve Švédsku. Album vyšlo ale pouze v skandinávských zemích, nicméně album zaznamenal úspěch a singly z alba „Uncover“ a „Carry You Home“ dokonce bodovaly v hitparádách České republiky i Slovenska.

### 2015–2017: Druhé studiové album So Good

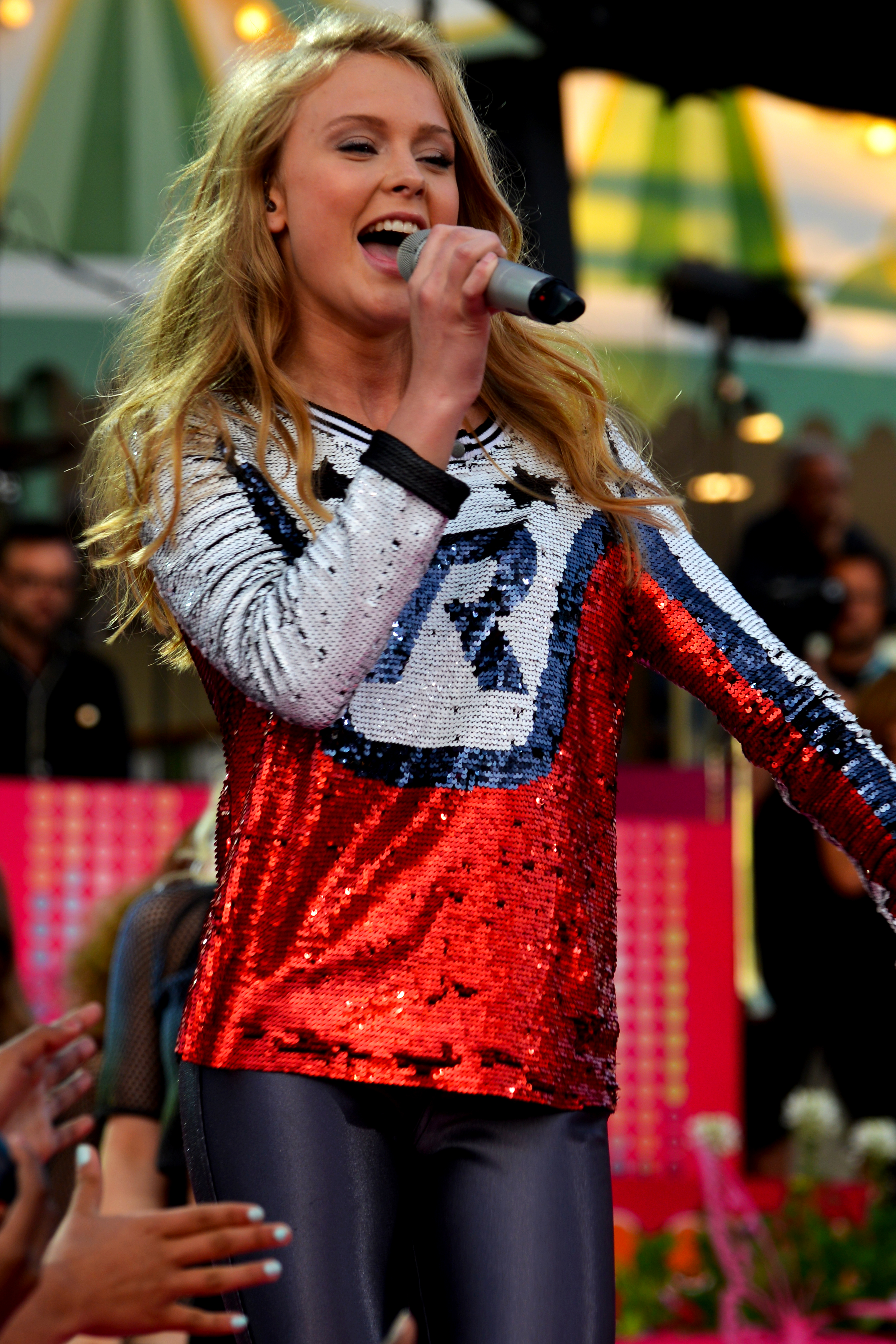
Zara vystupující v roce 2013

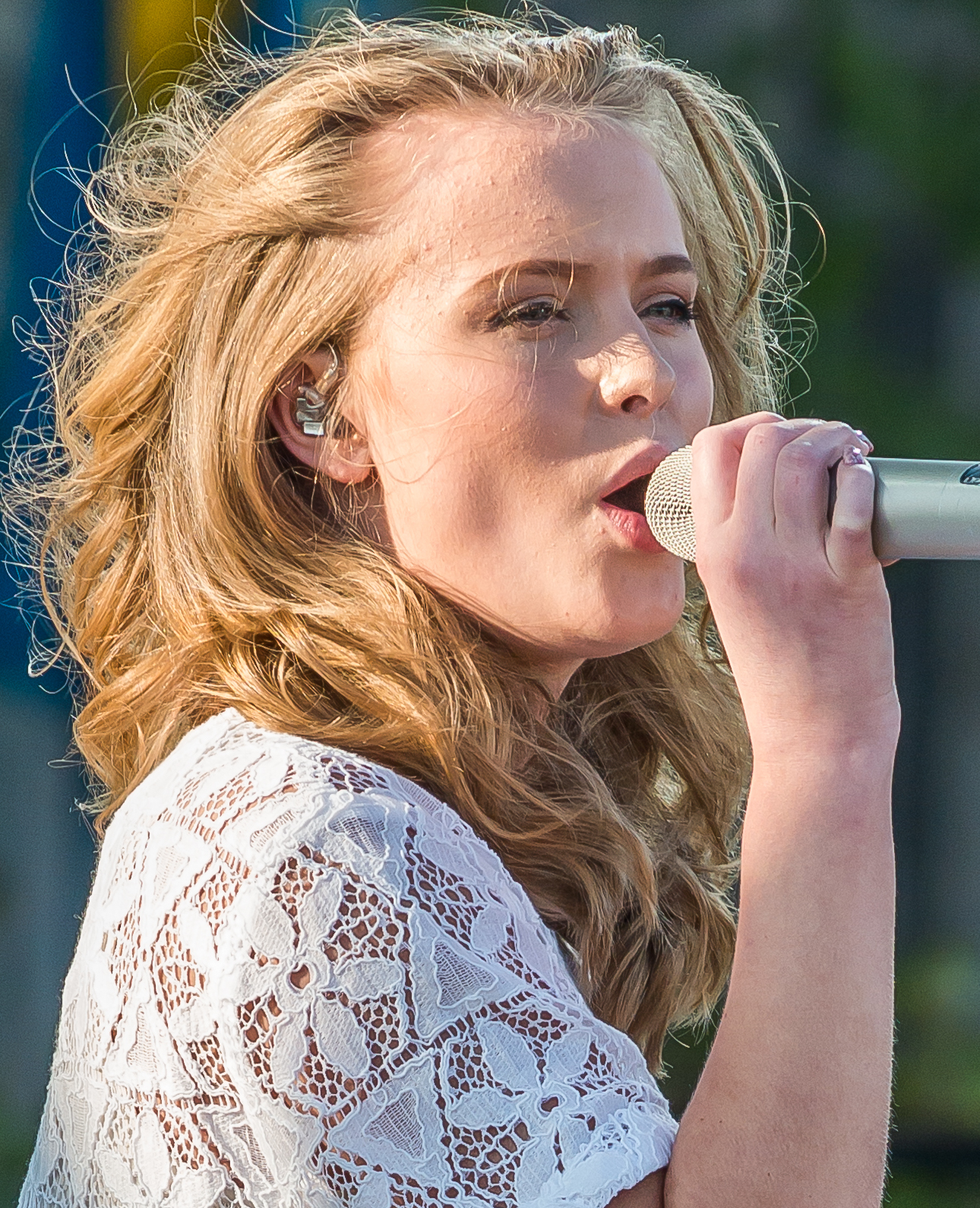
Zara vystupující během státního svátku Švédského království v roce 2015

Dne 5. června 2015 Zara Larsson vydala svou úvodní píseň „Lush Life“ k jejímu druhému studiovému albu. Skladba se stala její druhou TOP písní ve Švédsku. Dále se umístila v TOP 5 v Dánsku a Norsku a v TOP 10 ve Finsku.
Dne 22. července 2015 vydala ve spolupráci s britským zpěvákem MNEKem (nominován na cenu Grammy) novou píseň „Never Forget You“, která se opět stala TOP písní ve Švédsku. Ve spolupráci s francouzským DJ Davidem Guettou nazpívala píseň This One's for You, jež byla oficiální skladbou Eura 2016 ve Francii. 2. září 2016 vyšla píseň „Ain't My Fault“, ta se umístila na 1. místě ve Švédsku. Hudební videoklip vyšel 30. září téhož roku. 11. listopadu 2016 vydala 4. píseň z alba s názvem „I Would Like“. Píseň zabodovala na 1. místně v Belgii.

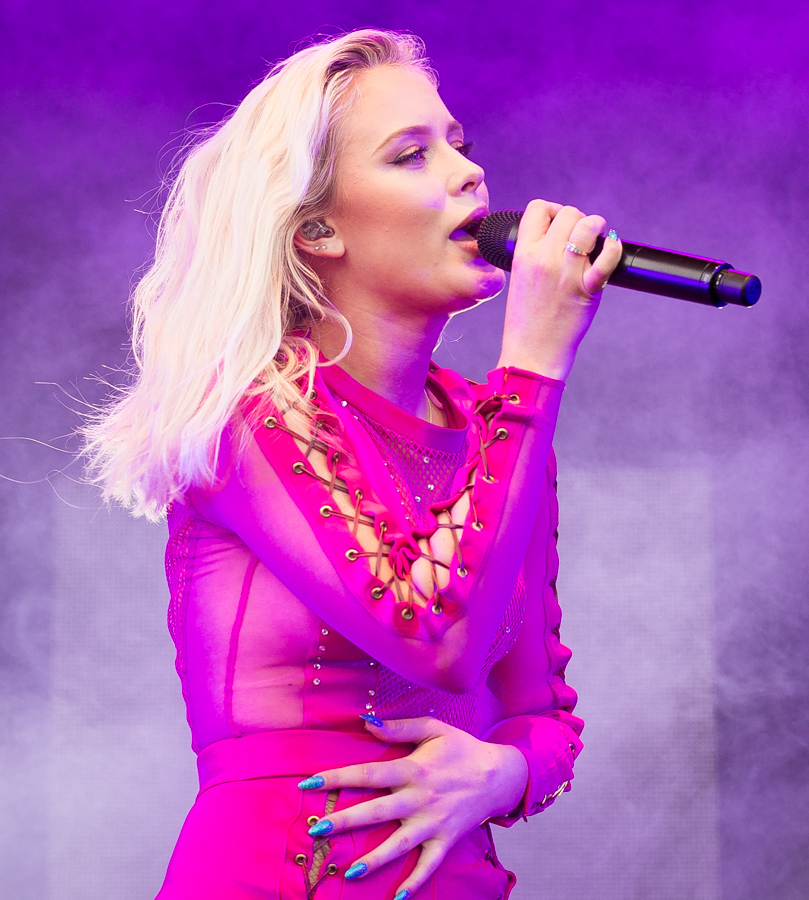
Zara během vystoupení v roce 2016

V lednu 2017 vydala píseň „So Good“ s raperem Ty Dolla $ign. 17. března 2017 vychází její 2. album „So Good“ a zároveň i píseň „Symphony“ s Clean Bandit. „Symphony“ se stala celosvětově úspěšná a na Youtube nasbíral její videoklip skoro miliardu zhlédnutí. Píseň se umístila na 1. příčce v hitparádách Austrálie, Chorvatska, Lotyšska, Norska, Polska, Skotska, Švédska a Velké Británie. Dále se píseň dostala do top 3 v Belgii, Finsku, Německu, Maďarsku, Irsku, Izraeli, Nizozemsku. V České republice a i na Slovensku se v rámci digitálních singlů dostala na 6. místo. Album bylo původně naplánováno k vydání v květnu 2016, poté v lednu 2017, nicméně datum vydání bylo zpožděno do března 2017, aby album obsahovalo více písní. Album obsahuje v standardní edici celkem 15 skladeb. Dne 12. května 2017 byl vydán singl „Don't Let Me Be Yours“, na kterém se podílel textařsky Ed Sheeran. 11. srpna 2017 vyšel singl „Only You“ jako osmý a poslední singl z alba.

### 2017–2021: Třetí studiové album Poster Girl

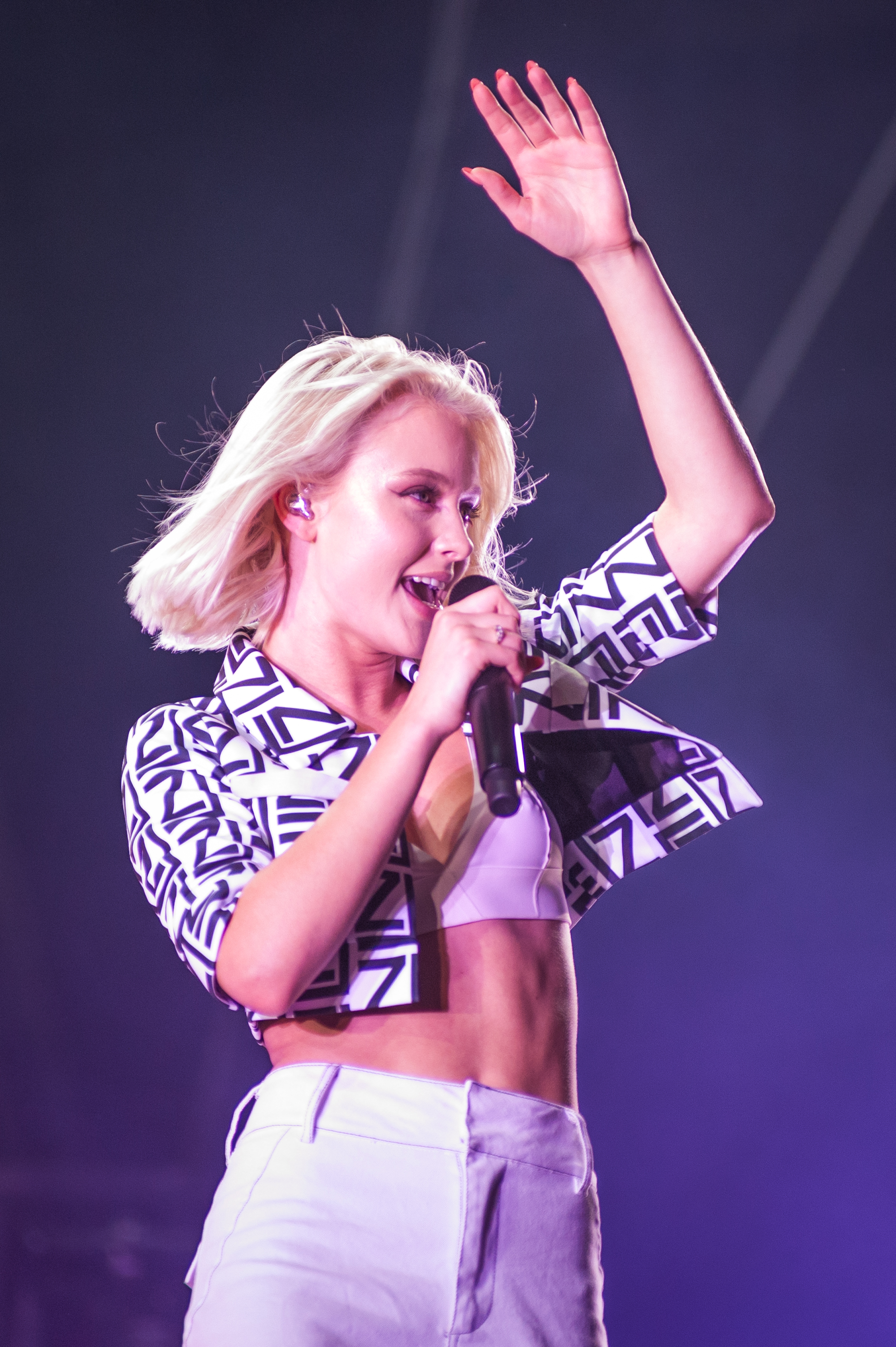
Zara vystupující v červenci 2018

V září 2017 oznámila, že začala pracovat na svém třetím studiovém albu. V rozhovoru uvedla, že napsala dvě nové písně se zpěvákem MNEK. Dne 11. prosince 2017 opět vystoupila na koncertu Nobelovy ceny míru, tentokrát společně s americkým zpěvákem Johnem Legendem.
V lednu 2018 byla jmenována na seznamu od magazínu Forbes '30 Under 30 Europe' v kategorii „Entertainment“.
V září 2018 oznámila, že se hlavní singl ze třetího studiového alba bude jmenovat „Ruin My Life“. 18. října 2018 vydala tuto píseň a také hudební videoklip k ní. Skladba byla komerčně úspěšná po celém světě a získala různé certifikace např. v USA a ve Velké Británii. V roce 2019 vydala z nadcházejícího alba další singly „Don't Worry Bout Me“, „Wow“ a „All the Time“.
V roce 2019 koncertovala hned během dvou turné. Jednalo se o její turné nazvané „Don't Worry Bout Me Tour“ a dále se stala předskokankou pro Eda Sheerana v rámci jeho „÷ Tour“. Během tohoto turné úspěšně vystoupila také 7. a 8. července 2019 v Praze. Hudební časopis iREPORT Zaru pochválil a podotkl, že zaslouženě sklidila uznalý potlesk. Tyto dvě pražské vystoupení navštívilo přes 150 tisíc návštěvníků.

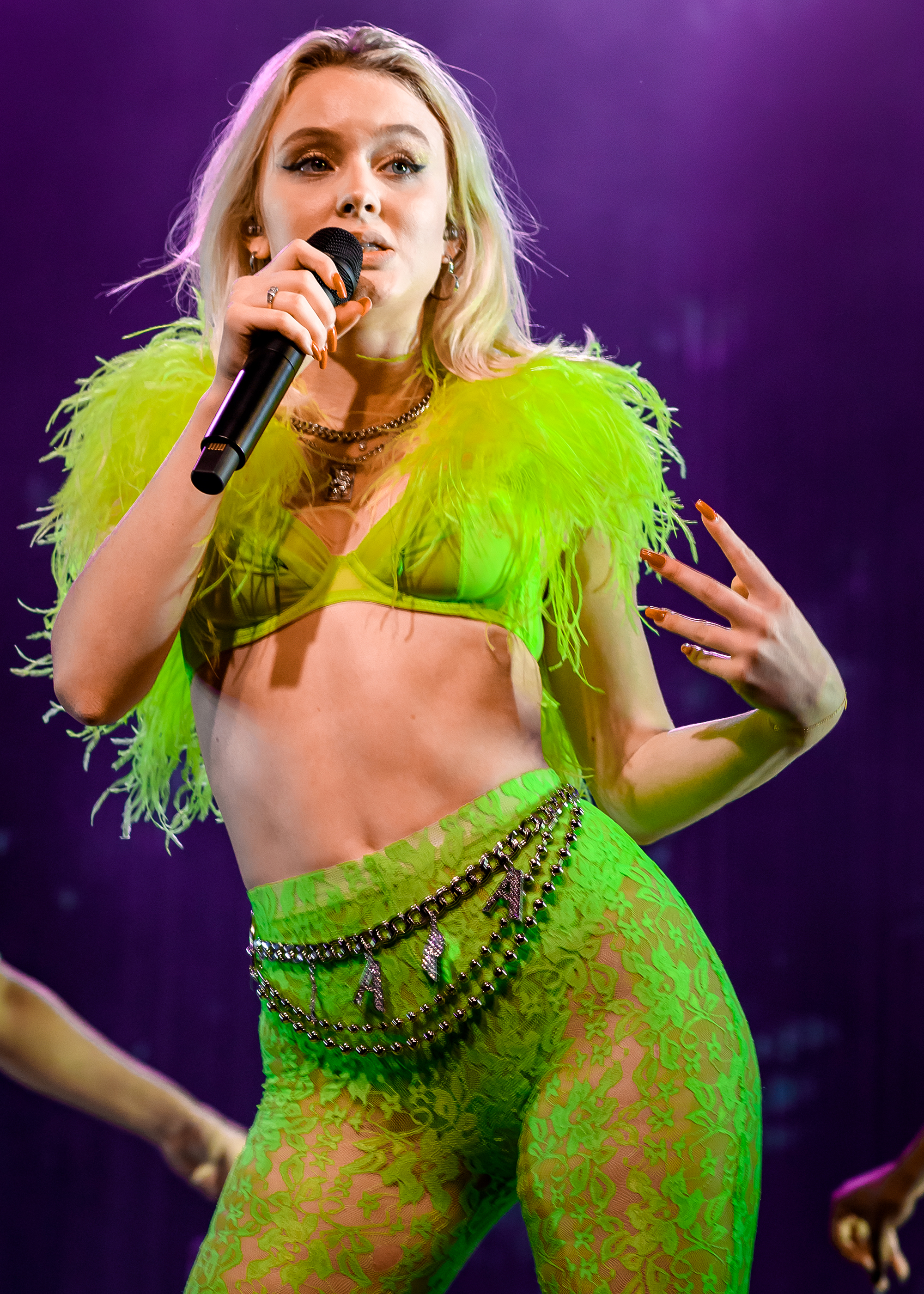
Zara během vystoupení v rámci jejího turné nazvané „Don't Worry Bout Me Tour“ v roce 2019

8. listopadu 2019 vyšel další singl „Invisible“. Tentokrát se jednalo o píseň z animovaného filmu Klaus.
V březnu 2020 vyšla spolupráce spolu s norským diskžokejem Kygem a americkým rapperem Tygou. Jednalo se o píseň Kyga „Like It Is“. Píseň se umístila v top 5 na Novém Zélandu, v Norsku, Švédsku, Polsku a v USA.
V květnu 2020 prostřednictvím Twitteru oznámila, že pracuje na obalu alba. Také potvrdila, že natáčí videa pro 2 písně a nové album se blíží.
V červnu 2020 oznámila píseň „Love Me Land“ prostřednictvím Instagramu. 10. července 2020 vydala píseň a hudební videoklip k ní. Ve stejný den byl zveřejněn rozhovor s ní a Sveriges Radio, během něj oznámila, že nové album vyjde po létě 2020. Také řekla: „Jsem připravena úplně jiným způsobem. Mám připravenou další píseň, obal alba, video, album je hotové.“. Poté se na její stránce Spotify ukázalo, že album se bude také jmenovat „Love Me Land“ a že titulní skladba je nyní prvním singlem z tohoto alba. Zara však později v rozhovoru prozradila, že album se bude jmenovat „Poster Girl“ a že album bude obsahovat také píseň „Wow“ poté, co píseň 26. srpna 2020 oficiálně vyšla jako singl. Píseň „Wow“ dosáhla větší pozornosti v srpnu 2020, když vyšel film „Mákni“, kde píseň byla použita. 25. září vyšel remix písně se zpěvačkou Sabrinou Carpenter, která ve filmu hrála hlavní roli. V jednom rozhovoru také prozradila, že album bude mít 12 skladeb.
Čtvrtý singl alba „Talk About Love“ s rapperem Young Thug byl vydán 8. ledna 2021. Ve stejný den později zveřejnila obal alba, oznámila datum vydání alba jako 5. března 2021. Album „Poster Girl“ obsahuje ve standardní edici celkem 12 písní, v edici Target bonusových skladeb 14 písní a v Japonské edici bonusových skladeb 16 písní. 22. února vydala z alba píseň „Look What You've Done“. Na albu spolupracovali hudebníci jako například Marshmello, Julia Michaels, Max Martin, Tove Lo, Madison Love nebo Noonie Bao.
21. května 2021 vydala letní edici alba Poster Girl. K oslavě svého nového alba také vystupovala s písněmi na virtuální párty na Robloxu.

### 2022–2023: Nadcházející čtvrté studiové album

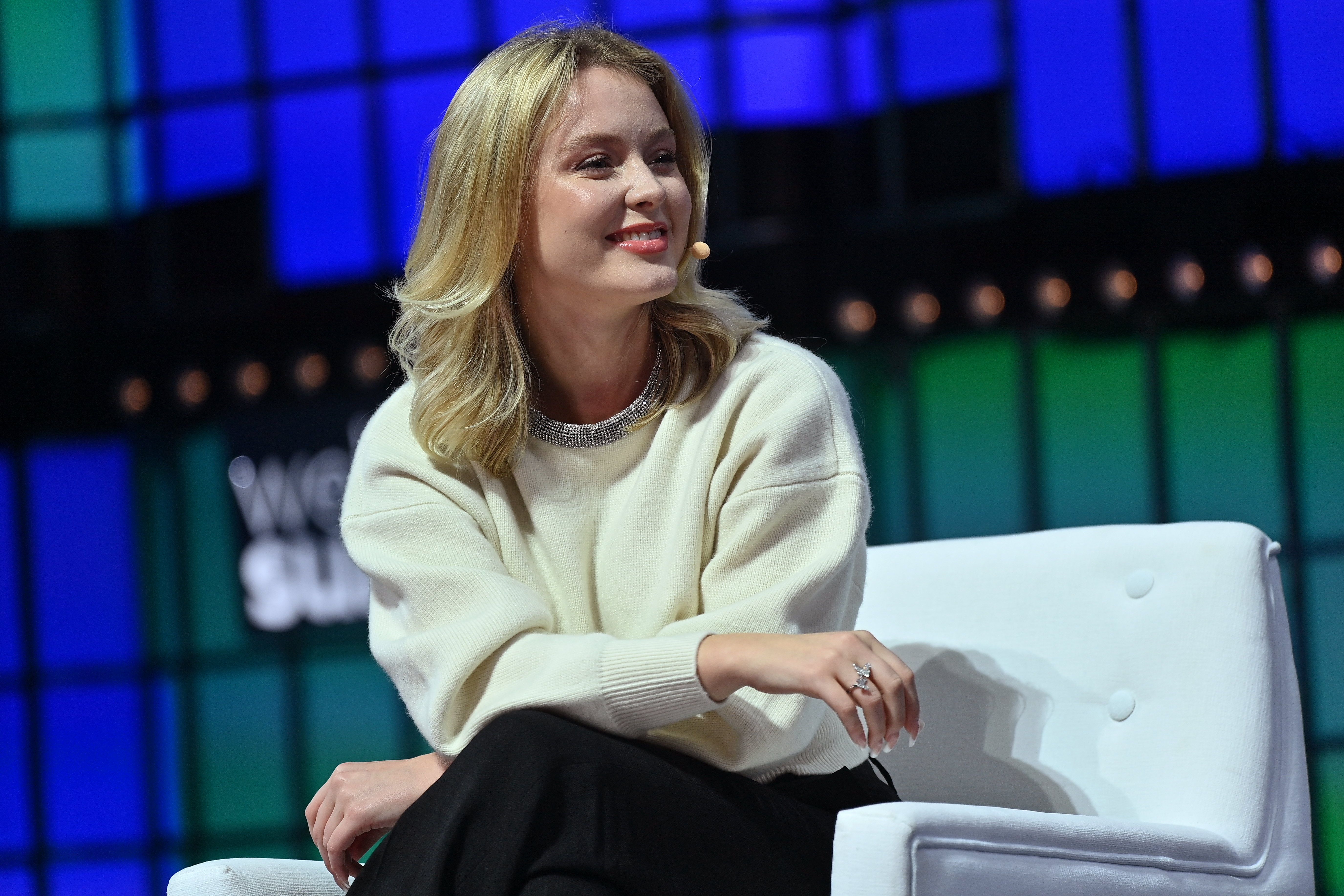
Zara na hlavní scéně během třetího dne Web Summitu 2021 v Lisabonu

Dne 22. dubna 2022 vydala singl „Words“ se švédským DJem Alessem. Píseň měla v Evropě úspěch, umístila se na druhé příčce hudebního žebříčku v Nizozemsku a na pátém ve Švédsku. Do top čtyřicítky se singl probojoval například v Chorvatsku, Maďarsku, Nizozemsku, Norsku, Finsku, Slovensku, České republice, Polsku, Spojeném království, Irsku nebo i třeba na Novém Zélandu či ve Spojených státech.
V červnu 2022 oznámila, že opustila nahrávací společnost TEN Music Group, aby založila vlastní nahrávací společnost s názvem Sommer House a v tomto procesu získala vlastnictví své veškeré hudby. Také obnovila svou smlouvu s Epic Records se všemi budoucími nahrávkami, které od té doby vycházejí pod jejím vlastním labelem Sommer House pod exkluzivní licencí Epic Records v USA a distribuovány společností Sony Sweden ve Švédsku.
Hlavní singl ke čtvrtému albu měl původně vyjít už v září 2022, ale nakonec bylo vydání zpožděno kvůli natáčení videoklipu. Počínaje prosincem 2022 Zara zveřejnila úryvky nové písně na svých účtech na sociálních sítích a v lednu 2023 oficiálně oznámila píseň a datum jejího vydání. 27. ledna vydala píseň „Can't Tame Her“ jako hlavní singl z jejího nadcházejícího čtvrtého (třetího mezinárodního) studiového alba. Videoklip k písni byl natočen v Praze.

## Diskografie
- „1“ (2014)
- „So Good“ (2017)
- „Poster Girl“ (2021)
- „Venus“ (2024)
- „Midnight Sun“ (2025)

## Turné
- UK and Europe Tour (2017)
- South American Tour (2018)
- Don't Worry Bout Me Tour (2019)
- Poster Girl Tour (2021–2022)
- Venus Tour (2024)

#### Jako předskokanka
- I Wish Tour (Cher Lloyd, 2013)
- The Formation World Tour (Beyoncé, 2016)
- North American Tour (Clean Bandit, 2017)
- ÷ Tour (Ed Sheeran, 2019)
- Miss Possessive Tour (Tate McRae, 2025)